# Lucapa (municipio)
Lucapa è una municipalità dell'Angola appartenente alla provincia di Lunda Nord. Ha 84.642 abitanti (stima del 2006).
Il capoluogo è Lucapa.